# Tabarin (locale)
Il tabarin era un locale adibito alle rappresentazioni teatrali di arte varia e al ballo degli spettatori.
Il tabarin, nato in Francia, è dovuto all'eponimo Anthoine Girard (Parigi, 1584 circa – 16 agosto 1633), artista di strada e comico, il cui nome d'arte era appunto Tabarin.
Locali di questo tipo furono anche chiamati café-chantant. Il termine viene anche usato nei confronti di un cabaret di cattivo livello, o di cabarettisti incapaci di far ridere.

## Bal Tabarin
Il primo tabarin che acquisì fama internazionale fu il Bal Tabarin situato al 36, rue Victor-Massé nel IX arrondissement di Parigi. Fu aperto nel 1904 dal compositore e direttore d'orchestra Auguste Bosc (1868-1945) ottenendo un successo immediato. Nel 1928 Pierre Sandrini (figlio della prima ballerina Emma Sandrini e direttore artistico del Moulin Rouge) e Pierre Dubout lo rilevarono. Sandrini introdusse il balletto nei suoi spettacoli e i disegni di abiti di Erté li hanno trasformati in spettacolari tableaux. C'era un nuovo spettacolo ogni anno, ognuno con un tema, come I pianeti o La sinfonia; alcuni sono stati ispirati da personaggi storici come Cleopatra e Madame de Pompadour. Nella seconda guerra mondiale, durante l'occupazione di Parigi, fu frequentato da ufficiali tedeschi. In quel periodo vi si esibì la ballerina sudafricana Florence Waren. Sconosciuta ai tedeschi, essendo ebrea, fu internata per diversi mesi. Al suo rilascio tornò al Bal Tabarin e si unì a Frederic Apcar per formare il duo di ballerini Florence et Frederic. Divennero famosi apparendo sul palco con artisti del calibro di Edith Piaf e Maurice Chevalier, mentre la Waren allo stesso tempo aiutò la Resistenza francese. Dopo la guerra il Bal Tabarin fu rilevato dai proprietari del Moulin Rouge, che lo chiusero nel 1953.

## Nella cultura di massa

### Operetta
- La duchessa del Bal Tabarin, libretto di Arturo Franci e musica di Carlo Lombardo (1915)

### Filmografia
- Frou Frou del tabarin, regia di Giovanni Grimaldi (1976)